# Губин, Фёдор Фёдорович
Фёдор Фёдорович Гу́бин (1895—1980) — советский учёный в области гидроэнергетики, доктор технических наук, профессор, лауреат Сталинской премии 1951 года.

## Биография
Родился в Москве 18 (30 сентября) 1895 года в семье Фёдора Ивановича Губина (1851—1928) — профессора Высших Голицынских сельскохозяйственных курсов. Брат — Александр Фёдорович Губин (1898—1956), профессор, заведующий кафедрой пчеловодства ТСХА.
Окончил МВТУ по специальности «Гидроэлектростанции и их оборудование» ((1920) и преподавал там же. В 1921—1930 годых одновременно работал сначала в управлении мелиорации земель в Наркомземе СССР, начальник партии по изысканиям для малых ГЭС, с 1923 по 1930 г. в отделе гидроэлектростанций Госэлектротреста, преобразованного затем в институт «Гидроэнергопроект». 
Принимал участие в проектировании Бозсуйской, Ереванской, Ленинаканской, Рионской, Сызранской Тертерской, Кадырьинской и других ГЭС. Находился в длительных зарубежных командировках в Германии (1925—1926) и США (1930—1932, вице-президент Амторга). В 1932—1933 годы на строительстве канала им. Москвы
С 1933 по 1976 год преподавал и вёл научную деятельность в МИСИ, с 1937 года заведующий кафедрой использования водной энергии.
В 1949 году защитил докторскую диссертацию, написанную в форме учебника «Гидроэлектрические станции».
По совместительству — доцент и профессор МВТУ имени Н. Э. Баумана (факультет гидромашин) и Всесоюзной Промышленной академии (1936 — 1941)  заведующий кафедрой гидротехники). Чемпион Москвы по лыжным гонкам. 
Основоположник научных направлений:
- исследование проточной части гидромашин;
- исследование прочностного состояния гидротехнических и гидроэнергетических сооружений.

## Признание
- Сталинская премия третьей степени (1951) — за монографию «Гидроэлектрические станции» (1949)
- заслуженный деятель науки и техники РСФСР (1967)
- орден Ленина
- медаль «За трудовую доблесть» (2.12.1953).

Сочинения:
- Современное гидроэлектростроительство Соединенных штатов Америки [Текст] : Тенденции в строительстве амер. гидростанций и в плотиностроении / Ф. Ф. Губин, доц. Всес. пром. акад. им. Сталина, Моск. инж.-строит. ин-та и Краснознаменного Моск. мех.-машиностр. ин-та им. Баумана. — Москва ; Ленинград : Энергоиздат, 1934 (Л. : тип. им. Евг. Соколовой). — Переплет, 310 с., 4 вкл. л. схем., план. : ил.; 23х15 см.
- Использование водной энергии [Текст] : Утв. ГУУЗ НКТП СССР в качестве учеб. пособия для втузов / Доц. Ф. Ф. Губин. Всес. пром. акад. им. И. В. Сталина. — Москва ; Ленинград : Онти. Глав. ред. энергетич. лит-ры, 1936 (Л. : тип. им. Евг. Соколовой). — Переплет, 555 с., 5 вкл. л. черт. : ил.; 27х18 см.
- Атлас гидроэлектрических станций [Текст] / Ф. Ф. Губин. — [Москва]; [Ленинград] : изд-во и тип. Госэнергоиздата, 1948 (Москва). — 30 отд. л. черт. в папке : черт.; 31 см.
- Использование водной энергии [Текст] / Доц. Ф. Ф. Губин. — Москва ; Ленинград : НКТП СССР. Объединенное науч.-техн. изд-во. Глав. ред. энергет. литературы, 1936. — 555 с., 5 л. черт. : ил.; 26 см.
- Гидроэлектрические станции [Текст] : [Учеб. пособие для энергет., электротехн. и гидротехн. ин-тов и фак.] / проф. Ф. Ф. Губин. — [3-е изд., перераб.]. — Москва ; Ленинград : изд-во и тип. Госэнергоиздата, 1949 (Москва). — 752 с. : ил.; 27 см.
- Экономика водного хозяйства и гидротехнического строительства [Текст] : [Учеб. пособие для студентов гидротехн. фак. высш. строит. учеб. заведений] / Ф. Ф. Губин, д-р техн. наук, В. Л. Куперман, канд. техн. наук. — Москва : Стройиздат, 1965. — 303 с. : черт.; 21 см.
- Гидроэлектрические станции : [Учебник для вузов по спец. «Гидротехн. стр-во реч. сооружений и гидроэлектростанций» / Н. Н. Аршеневский, Ф. Ф. Губин, М. Ф. Губин и др.]; Под ред. Ф. Ф. Губина, Г. И. Кривченко. — 2-е изд., перераб. — Москва : Энергия, 1980. — 367 с. : ил.; 27 см.